# Top 12 2009/10
Die Top 12 2009/10 war die achte französische Mannschaftsmeisterschaft im Schach der Frauen.
Meister wurde der Aufsteiger Évry Grand Roque, während sich der Titelverteidiger Club de Clichy-Echecs-92 mit dem vierten Platz begnügen musste und nach der Saison seine Mannschaft zurückzog. Aus der Nationale I waren neben Évry Stade Français J.E.E.N., der Club de Marseille Duchamps und La Diagonale du Sud Montpellier aufgestiegen. Während Montpellier und Stade Français J.E.E.N. den Klassenerhalt erreichten, musste Marseille Duchamps zusammen mit Club de Reims Echec et Mat und C.E. de Bois-Colombes absteigen. Rein sportlich wäre außerdem Cercle d’Echecs de Strasbourg abgestiegen, diese profitierten jedoch vom Rückzug Clichys.
Zu den gemeldeten Mannschaftskadern siehe Mannschaftskader der Top 12 2009/10.

## Spieltermine
Die Vorrunde fand statt vom 5. bis 7. Februar 2010 und wurde zentral in Paris ausgerichtet. Die Finalrunde wurde am 26. und 27. Juni in Châlons-en-Champagne gespielt.

## Modus
Die zwölf teilnehmenden Vereine wurden in zwei Sechsergruppen (Groupe A und Groupe B) eingeteilt und spielten in diesen ein einfaches Rundenturnier. Über die Platzierung entschied zunächst die Anzahl der Mannschaftspunkte (3 Punkte für einen Sieg, 2 Punkte für ein Unentschieden, 1 Punkt für eine Niederlage, 0 Punkte für eine kampflose Niederlage), anschließend der direkte Vergleich, danach die Differenz zwischen Gewinn- und Verlustpartien und letztendlich die Zahl der Gewinnpartien. Die beiden Letzten jeder Gruppe stiegen in die Nationale I ab, während sich die beiden Ersten jeder Gruppe für die Finalrunde qualifizierten. Diese wurde im k.-o.-System ausgetragen, wobei auch der dritte Platz ausgespielt wurde.

## Vorrunde

### Gruppeneinteilung
Die 12 Mannschaften wurden wie folgt in die zwei Vorrunden eingeteilt:
| Groupe A                           | Groupe B                            |
| ---------------------------------- | ----------------------------------- |
| Club de Clichy-Echecs-92 (1)       | C.E. de Bois-Colombes (2)           |
| Club de L’Echiquier Naujacais (A3) | Club de Vandœuvre-Echecs (3)        |
| Club de Bischwiller (A5)           | Club de Mulhouse Philidor (B3)      |
| Club de Reims Echec et Mat (B5)    | Cercle d’Echecs de Strasbourg (A4)  |
| Stade Français J.E.E.N. (N)        | Évry Grand Roque (N)                |
| Club de Marseille Duchamps (N)     | La Diagonale du Sud Montpellier (N) |

Anmerkung: Die Vorjahresplatzierung sowie die zugehörige Gruppe wird eingeklammert angegeben. Bei den vier Halbfinalisten ist die genaue Platzierung (zwischen 1 und 4) angegeben, bei den Aufsteigern „N“.

### Groupe A
Vor der letzten Runde hatten sich Naujac und Clichy bereits für das Halbfinale qualifiziert, Marseille stand bereits als Absteiger fest, während der zweite Absteiger im direkten Vergleich zwischen Stade Français J.E.E.N. und Reims ermittelt wurde.

#### Abschlusstabelle
| Pl. | Verein                         | Sp | G | U | V | MP | Brett-P. |
| --- | ------------------------------ | -- | - | - | - | -- | -------- |
| 01. | Club de L’Echiquier Naujacais  | 5  | 5 | 0 | 0 | 15 | 16:0     |
| 02. | Club de Clichy-Echecs-92 (M)   | 5  | 4 | 0 | 1 | 13 | 13:1     |
| 03. | Club de Bischwiller            | 5  | 3 | 0 | 2 | 11 | 7:6      |
| 04. | Stade Français J.E.E.N. (N)    | 5  | 2 | 0 | 3 | 9  | 6:10     |
| 05. | Club de Reims Echec et Mat     | 5  | 1 | 0 | 4 | 7  | 3:14     |
| 06. | Club de Marseille Duchamps (N) | 5  | 0 | 0 | 5 | 5  | 2:16     |

#### Entscheidungen
|     | qualifiziert für das Halbfinale: Club de L’Echiquier Naujacais, Club de Clichy-Echecs-92                                               |
|     | Absteiger in die Nationale II: Club de Clichy-Echecs-92 (freiwilliger Rückzug), Club de Reims Echec et Mat, Club de Marseille Duchamps |
| (M) | Meister der letzten Saison |
| (N) | Aufsteiger der letzten Saison |

#### Kreuztabelle
| Ergebnisse | Ergebnisse                    | 01. | 02. | 03. | 04. | 05. | 06. |
| ---------- | ----------------------------- | --- | --- | --- | --- | --- | --- |
| 01.        | Club de L’Echiquier Naujacais |     | 1:0 | 3:0 | 4:0 | 4:0 | 4:0 |
| 02.        | Club de Clichy-Echecs-92      | 0:1 |     | 3:0 | 3:0 | 3:0 | 4:0 |
| 03.        | Club de Bischwiller           | 0:3 | 0:3 |     | 1:0 | 3:0 | 3:0 |
| 04.        | Stade Français J.E.E.N.       | 0:4 | 0:3 | 0:1 |     | 3:1 | 3:1 |
| 05.        | Club de Reims Echec et Mat    | 0:4 | 0:3 | 0:3 | 1:3 |     | 2:1 |
| 06.        | Club de Marseille Duchamps    | 0:4 | 0:4 | 0:3 | 1:3 | 1:2 |     |

### Groupe B
Während die beiden Absteiger schon vor der letzten Runde feststanden und Évry den Gruppensieg schon sicher hatte, sicherte sich Mulhouse erst in der letzten Runde Platz 2.

#### Abschlusstabelle
| Pl. | Verein                              | Sp | G | U | V | MP | Brett-P. |
| --- | ----------------------------------- | -- | - | - | - | -- | -------- |
| 01. | Évry Grand Roque (N)                | 5  | 4 | 1 | 0 | 14 | 13:2     |
| 02. | Club de Mulhouse Philidor           | 5  | 3 | 1 | 1 | 12 | 11:7     |
| 03. | Club de Vandœuvre-Echecs            | 5  | 1 | 4 | 0 | 11 | 8:5      |
| 04. | La Diagonale du Sud Montpellier (N) | 5  | 2 | 1 | 2 | 10 | 9:6      |
| 05. | Cercle d’Echecs de Strasbourg       | 5  | 0 | 2 | 3 | 7  | 3:12     |
| 06. | C.E. de Bois-Colombes               | 5  | 0 | 1 | 4 | 6  | 2:14     |

#### Entscheidungen
|     | qualifiziert für das Halbfinale: Évry Grand Roque, Club de Mulhouse Philidor |
|     | Absteiger in die Nationale I: C.E. de Bois-Colombes                          |
| (N) | Aufsteiger der letzten Saison                                                |

#### Kreuztabelle
| Ergebnisse | Ergebnisse                      | 01. | 02. | 03. | 04. | 05. | 06. |
| ---------- | ------------------------------- | --- | --- | --- | --- | --- | --- |
| 01.        | Évry Grand Roque                |     | 3:0 | 1:1 | 2:1 | 4:0 | 3:0 |
| 02.        | Club de Mulhouse Philidor       | 0:3 |     | 2:2 | 2:1 | 4:0 | 3:1 |
| 03.        | Club de Vandœuvre-Echecs        | 1:1 | 2:2 |     | 1:1 | 1:1 | 3:0 |
| 04.        | La Diagonale du Sud Montpellier | 1:2 | 1:2 | 1:1 |     | 2:1 | 4:0 |
| 05.        | Cercle d’Echecs de Strasbourg   | 0:4 | 0:4 | 1:1 | 1:2 |     | 1:1 |
| 06.        | C.E. de Bois-Colombes           | 0:3 | 1:3 | 0:3 | 0:4 | 1:1 |     |

## Endrunde

### Übersicht
|  | Halbfinale                    | Halbfinale                    |                           |   | Finale | Finale |
|  |                               |                               |                           |   |        |        |
|  | Évry Grand Roque              | 4                             |                           |   |        |        |
|  | Club de Clichy-Echecs-92      | 0                             |                           |   |        |        |
|  |                               |                               |                           |   |        |        |
|  |                               |                               |                           |   |        |        |
|  | Évry Grand Roque              | 4                             |                           |   |        |        |
|  |                               | Club de L’Echiquier Naujacais | 0                         |   |        |        |
|  |                               |                               |                           |   |        |        |
|  | Spiel um Platz drei           |                               |                           |   |        |        |
|  |                               |                               | Club de Mulhouse Philidor | 3 |        |        |
|  | Club de L’Echiquier Naujacais | 1                             | Club de Clichy-Echecs-92  | 0 |        |        |
|  | Club de Mulhouse Philidor     | 1                             |                           |   |        |        |

### Entscheidungen
|  | Französischer Mannschaftsmeister: Évry Grand Roque |

### Halbfinale
Während der Topfavorit Évry deutlich gegen Clichy gewann, verlief der Wettkampf zwischen Naujac und Mulhouse sehr eng. Er endete unentschieden, so dass Naujac durch den Sieg am Spitzenbrett das Finale erreichte.

### Finale und Spiel um Platz 3
Sowohl im Finale als auch im Spiel um Platz 3 konnten sich die Favoriten deutlich durchsetzen.

## Die Meistermannschaft
| 1.            | Évry Grand Roque |
| Schachfiguren | Sophie Milliet, Pauline Guichard, Marina Roumegous, Alina-Laura Rasinaru, Natacha Benmesbah, Nathalie Franc, Emmanuelle Bramme, Anna Musytschuk. |